# Johann Friedrich Kaspar Reiss
Johann Friedrich Kaspar Reiss (14. dubna 1789 Hannover, Prusko – 10. prosince 1853 České Budějovice) byl stavitelem klavírů. Pokřtěn byl 19. dubna 1789 v evangelickém kostele Sankt Ägidien v Hannoveru. Byl nejstarším synem Philippa Reinhardta Reisse, mistra truhlářského, a Sophie Madaleine Manfeldt. Jeho příjmení bývá chybně uváděno jako Reysz, Reisz. Jeho mladší bratr Philippe Reinhardt Reiss (* 1791) se usadil v Paříži jako zlatník.

## Život
Není známo, kdy se Johann Friedrich Kaspar Reiss usadil v Českých Budějovicích, ale dne 1. listopadu 1819 uzavřel manželství s Marií Annou Grillovou již jako měšťan a zhotovitel hudebních nástrojů „instrumentmacher“. Z manželství se narodilo 11 dětí, dospělosti se dožily jen tři dcery. Nejstarší dcera Francisca de Pauli Reissová (1822–1856) se provdala za Františka Gregoru, regenschoriho v Písku. Kmotry jeho dětí a Reissovými přáteli byli Tadeáš a Terezie Lannovi i jejich syn Vojtěch Lanna starší se manželkou Josefínou.
Johann Friedrich Kaspar Reiss zemřel ve věku 64 let na „ochrnutí srdce“. Žádného pokračovatele neměl.

## Dílo
Ze zhotovených klavírů se do dnešní doby dochoval žirafový klavír v expozici Příběh města Českých Budějovic Jihočeského muzea a v Národním muzeu – České muzeum hudby Praha, dále dva křídlové klavíry, nacházející se ve Státním zámku Hrubý Rohozec a v Orlickém muzeu v Chocni, a jeden pyramidový klavír v Uměleckohistorickém muzeu ve Vídni. Všechny klavíry mají vídeňskou mechaniku.
Žirafový vzpřímený klavír, který je dnes ve sbírkách Českého muzea hudby v Praze, vyrobil Johann Friedrich Kaspar Reiss z leštěného mahagonového dřeva s určitými prvky ze slonoviny. Je vysoký 247 cm a hluboký jen 50 cm. Vzpřímené klavíry byly oblíbené právě proto, že využívaly výšku místnosti a šetřily tak místo. Byly předchůdci vertikálních pianin.